# Hôtel Hervieu-de-Pontlouis
L'hôtel Hervieu de Pontlouis aussi connu sous le nom hôtel de Dey est un monument situé dans le centre de Carentan, en France.

## Localisation
Le bâtiment est situé dans le département français de la Manche, dans le centre-ville de Carentan, place Guillaume de Cerisay à côté de l'église Notre-Dame. D'autres hôtels particuliers remarquables sont présents sur cette rue historique comme l'Hôtel de Maillé.

## Historique
On peut y voir une plaque annonçant qu’Honoré de Balzac séjourna dans cette demeure et y écrivit en 1836 une nouvelle « Le Réquisitionnaire ».
Le portail d'entrée sur la place, les façades et toitures et la cage d'escalier principale avec l'escalier et sa rampe en bois du XVIIe sont inscrits au titre des monuments historiques depuis le 2 août 1990.